# Vasio

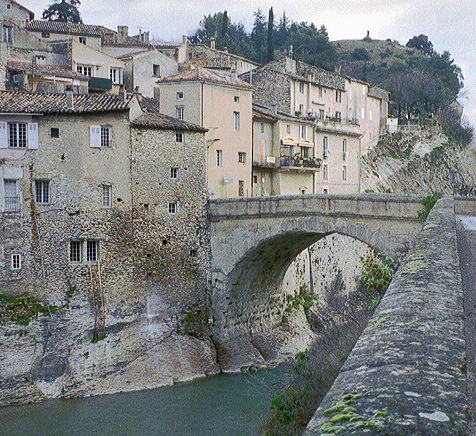
Pont romain sur l'Ouvèze

Vasio ou Vasio Vocontiorum est le nom gallo-romain de l'actuelle ville de Vaison-la-Romaine, une des deux capitales du peuple celte des Voconces au Ier siècle av. J.-C.

## Histoire
Site peuplé par les Ligures avant la colonisation romaine, la future cité de Vasio devient la capitale du peuple gaulois des Voconces. Puis vers -125, les Voconces sont défaits par les Romains. Pline l'Ancien indique par deux fois que la cité obtient le statut envié de civitas foederata, c'est-à-dire liée à Rome par un traité, ce qui lui confère une forme d'autonomie. Devenue une des plus opulentes cités romaines de la Narbonnaise vers 50, elle est dirigée par un praetor (préfet) assisté de chargés de missions, les praefecti.

## Histoire d'une découverte
Le site antique est connu depuis le XVe siècle. De nombreuses découvertes fortuites attestent l'importance du site antique. Prosper Mérimée, alors inspecteur des monuments historiques, attribue des fonds au cours du XIXe siècle pour les fouilles du site. On trouve notamment la statue du Diadumène, réplique de l'œuvre de Polyclète, acquise par le British Museum. Le chanoine Joseph Sautel consacre son temps aux fouilles de la cité à partir de 1907 jusqu'à sa mort en 1955. Les recherches, reprises dans les années 1970 par Christian Goudineau, sont décrites dans un supplément à la revue Gallia. En 2011 des opérations de diagnostic archéologique ont révélé des parties du forum et de l'amphithéâtre.

## Description des sites
La cité antique, dépourvue de remparts, occupe un espace approximatif de 60 à 70 hectares, dont environ 1/5 a été fouillé. Elle a livré de nombreux vestiges, dont :
- Pont romain de Vaison-la-Romaine, enjambant encore l'Ouvèze
- Thermes du Sud du IIe siècle
- Thermes du Nord, les mieux connus, construits au milieu du Ier siècle sur 2 000 m2
- Vestiges d'un édifice romain sous la cathédrale Notre-Dame-de-Nazareth

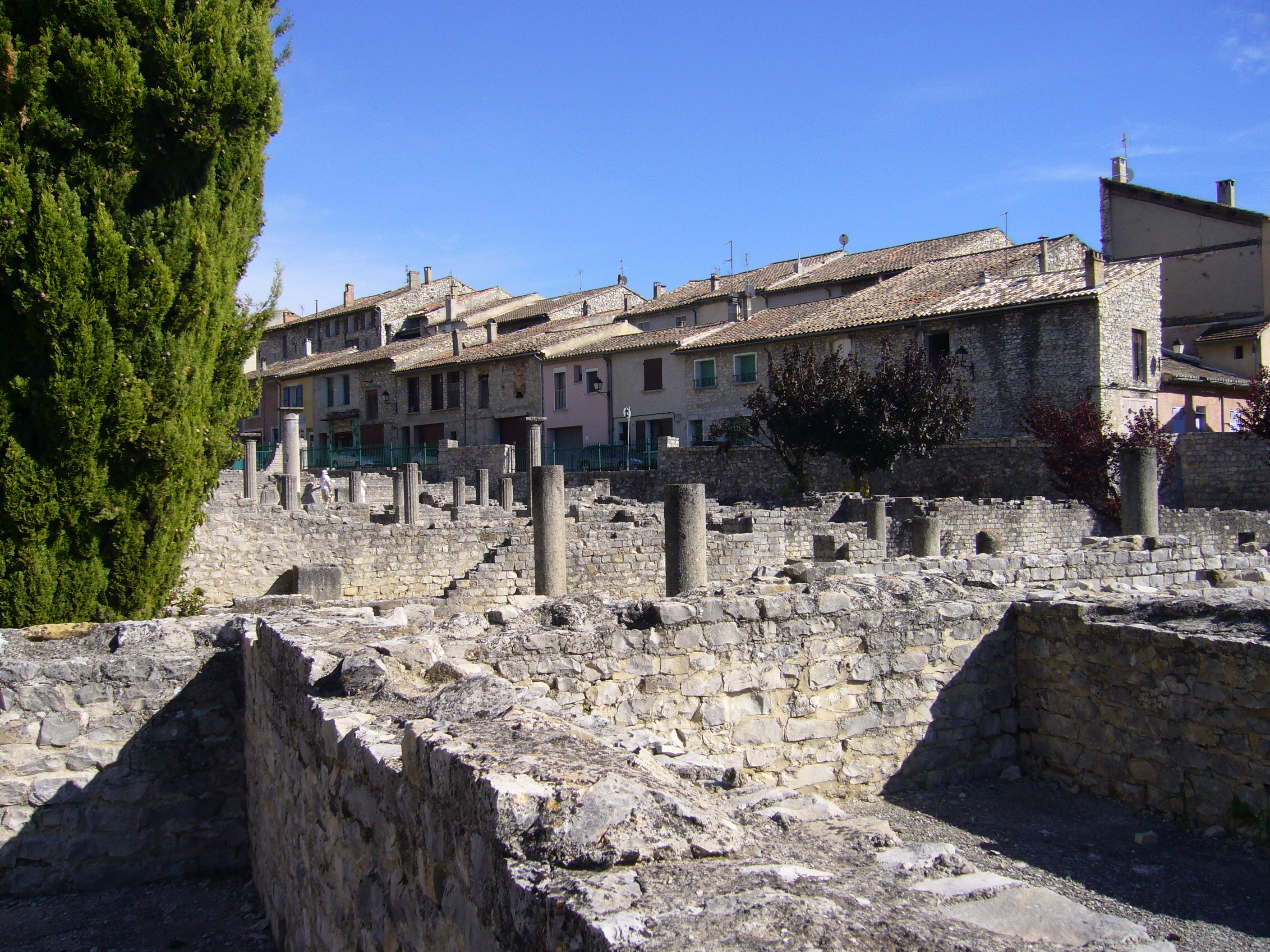
Quartier d'habitations
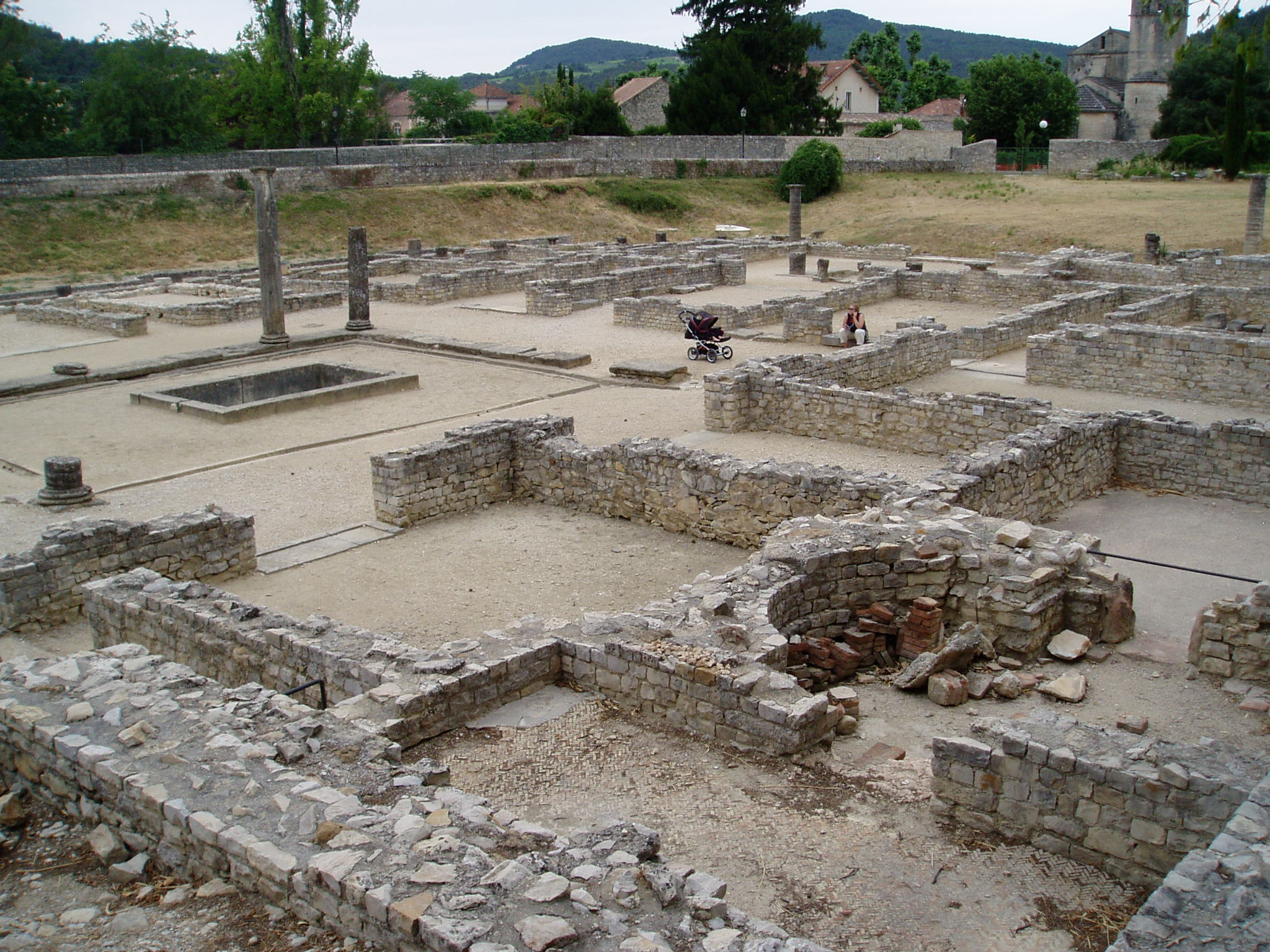
La maison au dauphin
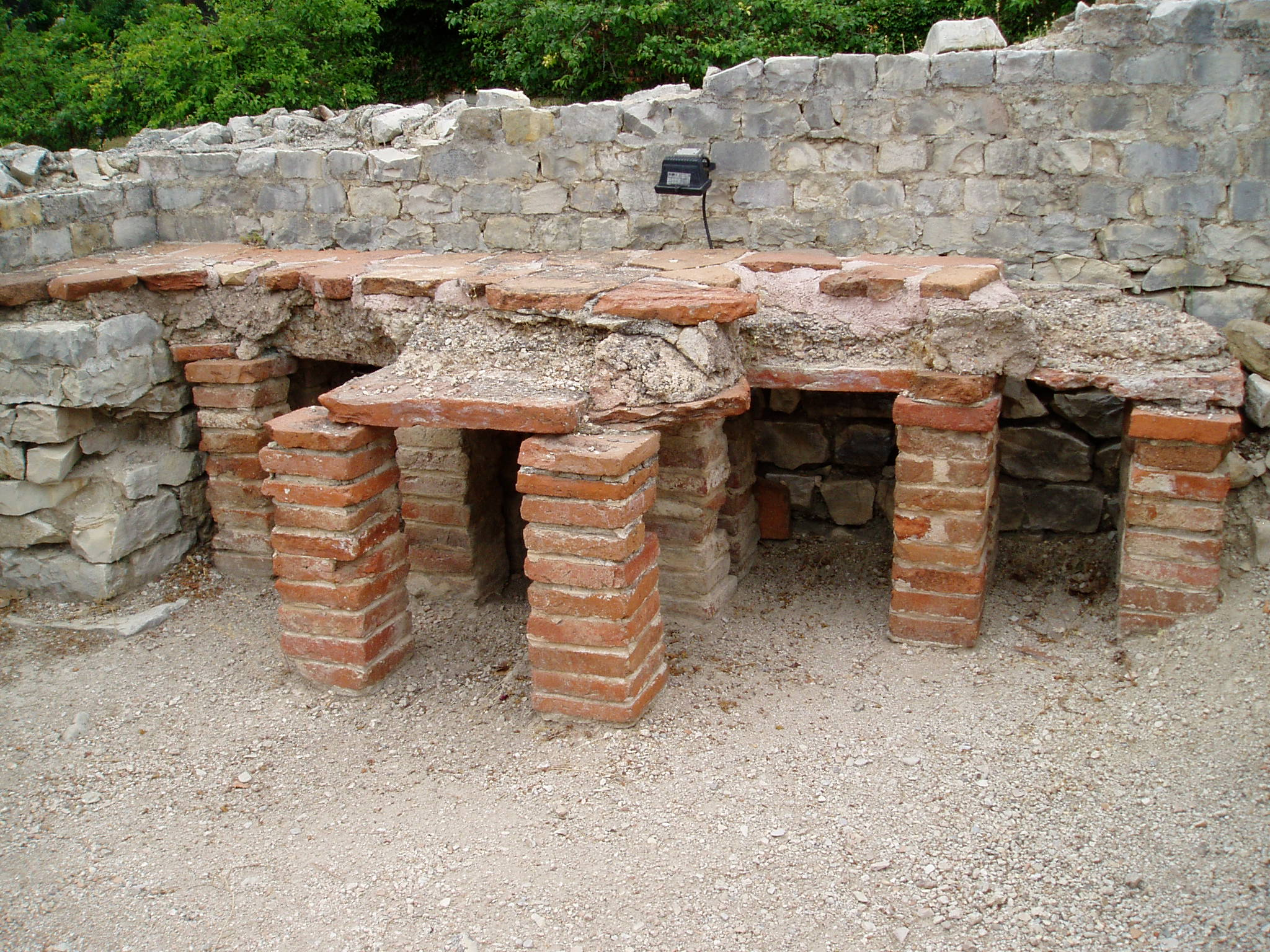
Un hypocauste des thermes

### Site de Puymin
- Théâtre antique, daté du début du règne de Tibère, vers 20 ap. J. C.
- Rue du théâtre
- Maison à la tonnelle
- Maison à l'Apollon lauré, avec thermes privés

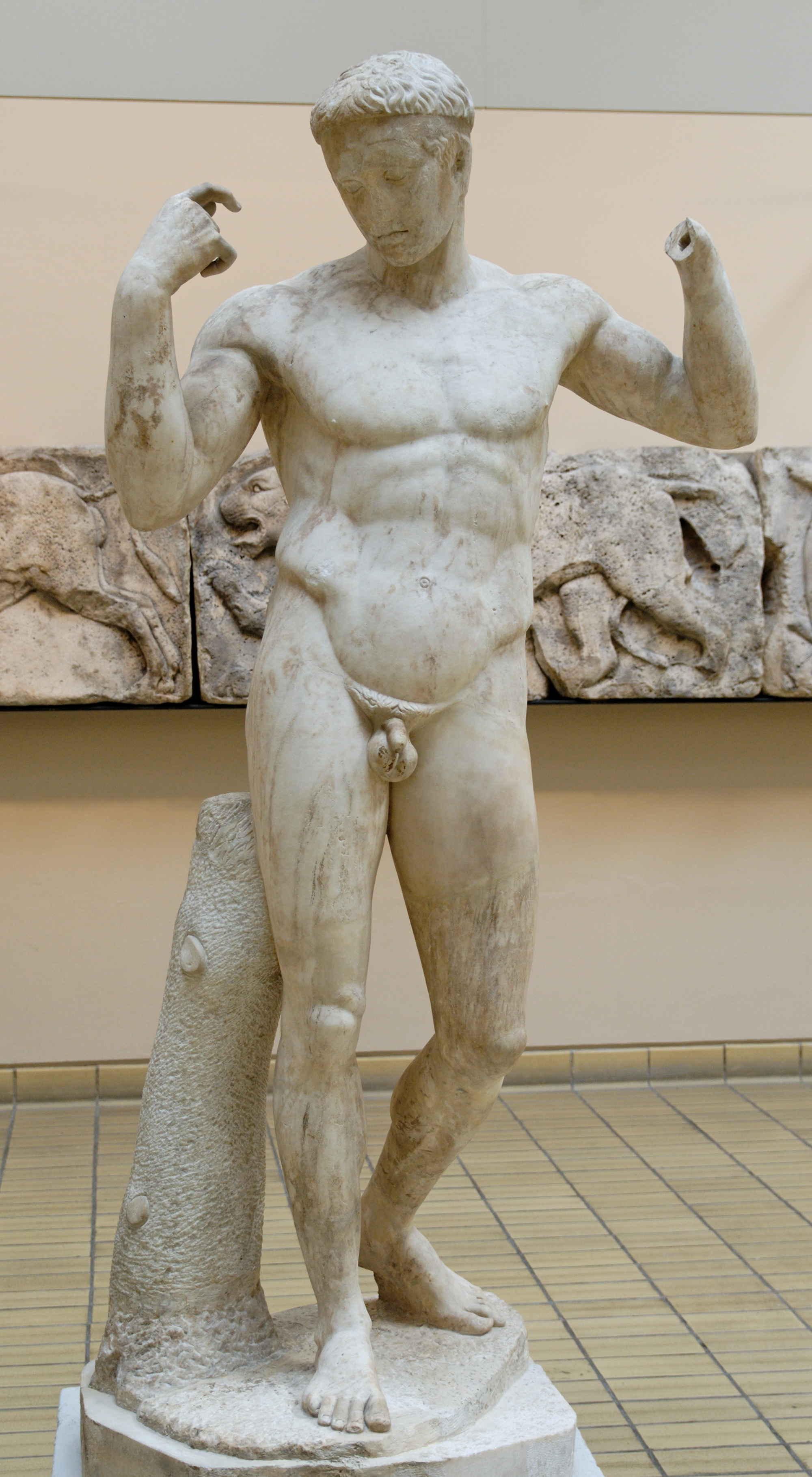
Le Diadumène

- Sanctuaire à portiques
- Quartier artisanal
- Château d'eau
- Quartier des boutiques
- Temple d'époque augustéenne
- Villa du paon

### Site de La Villasse
- Rue des boutiques, orientée Nord-Sud
- Thermes du Centre, au Sud-est de la rue des boutiques
- Ensemble thermal, à l'Ouest de la rue des boutiques, avec palestre
- Maison du buste en argent
- Maison aux animaux sauvages
- Maison à atrium
- Maison au dauphin

## Le Diadumène
Une copie en marbre du Diadumène, retrouvée au théâtre romain de Vaison-la-Romaine, est actuellement conservée au British Museum. Un moulage de cette œuvre est présenté dans le sanctuaire à portiques du quartier de Puymin.